# Буласово

Буласово — река в Альшеевском районе Башкортостана России. Устье реки находится в 12 км по левому берегу теряется на лв. берегу реки Курсак. Длина реки составляет 10 км.
На р. Буласово находилась деревня Акыстау. Протекает рядом с селом Чуракаево. 

## Данные водного реестра
По данным государственного водного реестра России относится к Камскому бассейновому округу, водохозяйственный участок реки — Дёма от истока до водомерного поста у деревни Бочкарёва, речной подбассейн реки — Белая. Речной бассейн реки — Кама.
По данным геоинформационной системы водохозяйственного районирования территории РФ, подготовленной Федеральным агентством водных ресурсов:
- Код водного объекта в государственном водном реестре — 10010201312111100024823
- Код по гидрологической изученности (ГИ) — 111102482
- Код бассейна — 10.01.02.013
- Номер тома по ГИ — 11
- Выпуск по ГИ — 1